# Bruce Dickinson

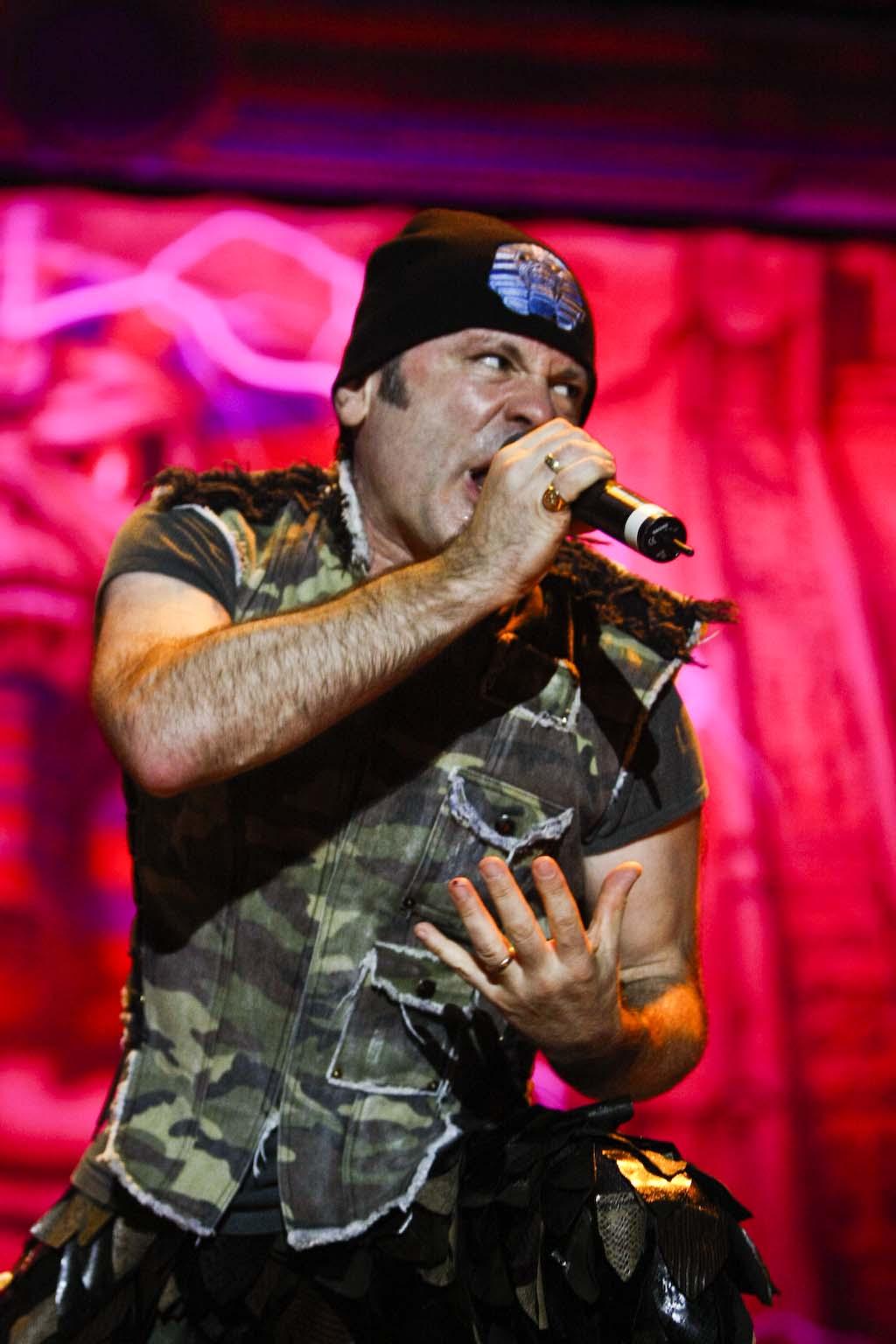
Bruce Dickinson

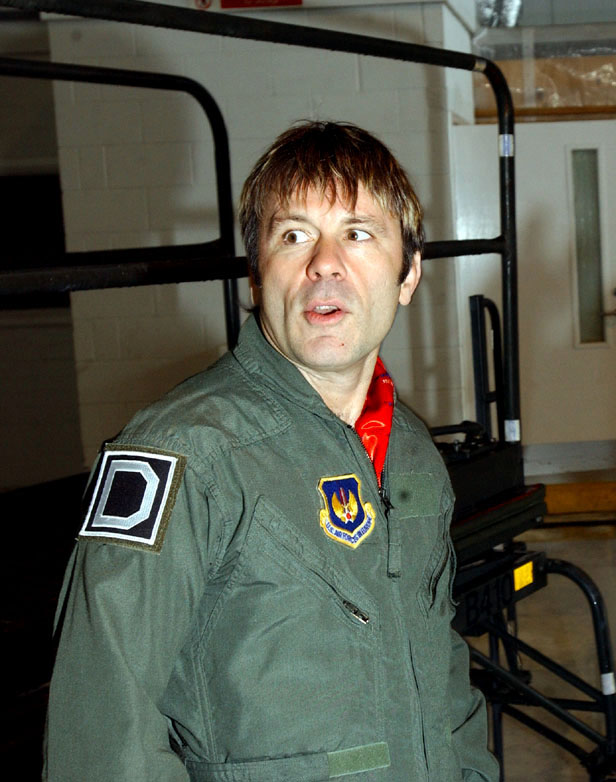
Bruce Dickinson (2004)

Paul Bruce Dickinson (Worksop, 7 augustus 1958) is een Britse zanger, piloot, (radio)presentator, auteur en marketing director. Hij is het best bekend als leadzanger van de heavymetalband Iron Maiden.

## Biografie
Dickinson begon zijn carrière in 1976 bij een rockgroep genaamd Styx, niet te verwarren met de gelijknamige band Styx uit Amerika. In 1977 werd hij lid van Samson. Hij heeft tevens samengewerkt met Barón Rojo in de periode 1981-1982.
Schermen is een grote hobby van Dickinson. In de jaren 1980 heeft hij in Engeland op hoog niveau geschermd en zelfs aan de kwalificaties voor de Olympische Spelen meegedaan. Hij kwam er net niet doorheen. Op dat moment bekleedde hij plaats 7 van Engeland, als degenschermer.
Dickinson is ook piloot en heeft zijn eigen onderhoudsbedrijf voor vliegtuigen. Hij vloog geregeld voor het Britse luchtcharterbedrijf Astraeus en was van 2010 tot de opheffing van deze maatschappij eind 2011 de marketingmanager. Aangezien Dickinson ook bevoegd is grotere vliegtuigen zoals Boeings te besturen, vloog hij voor een aantal tours, zoals de "The Final Frontier World  Tour", de band naar de optredens in een Boeing 747, die "Ed Force One" wordt genoemd (naar de mascotte van de band, Eddie).

## Iron Maiden
In 1981 ging Dickinson in op de uitnodiging van Steve Harris (bassist van Iron Maiden) om lid te worden van deze groep, nadat Harris een optreden van Samson had gezien waar Dickinson zong. In zijn tijd met Iron Maiden heeft hij een paar legendarische NWOBHM-platen gemaakt, zoals The Number Of The Beast en Piece Of Mind. In 1993 verliet Dickinson Iron Maiden om aan een solocarrière te werken, maar in 1999 keerde hij terug bij de band samen met een gitarist met wie hij solo optrad. Naast zijn solowerk is Dickinson begin 2019 nog steeds de zanger van Iron Maiden. Na de reünie bracht Iron Maiden de albums Brave New World, Dance of Death, A Matter of Life and Death, The Final Frontier, The Book of Souls en Senjutsu uit.
De laatste band achter zijn solo's bestaat uit Roy Z (gitaar), Eddie Cassillas (bas) en Dave Ingraham (drums).
Dickinson is de enige naast Smith en Harris die meerdere nummers geheel zelf heeft geschreven, met de bekendste 'Revelations' (Piece Of Mind) en 'Powerslave' (Powerslave). Voor de rest schrijft hij altijd met gitarist Adrian Smith en/of bassist Steve Harris.

## Film
De film Chemical Wedding, die ook van zijn hand komt, draaide vanaf mei 2008 in de bioscopen. Samen met Julian Doyle maakte hij deze film rond de figuur van Aleister Crowley. De soundtrack varieert van klassiek tot heavy metal van Dickinson zelf en van Iron Maiden. In 2005 presenteerde hij een vijfdelige documentaireserie over de luchtvaart, Flying Heavy Metal, voor Discovery Channel.

## Privé
Op 19 juli 2011 ontving Dickinson een eredoctoraat in de muziek van de Londense Queen Mary-universiteit.
Net voor kerst 2014 werd bij een routineonderzoek in het ziekenhuis een tumor ontdekt achter op Dickinsons tong. Na behandelingen (chemotherapie en radiotherapie (bestraling)) is hij in mei 2015 door de behandelend specialisten volledig genezen verklaard van tongkanker.
Dickinsons zoon Austin is oprichter en zanger van de metalcoreband Rise to Remain en de alternatieve metalband As Lions. Dickinson is de neef van Rob Dickinson, oprichter van Singer Vehicle Design, een bedrijf dat Porsches modificeert. Rob was tevens zanger en gitarist van de band Catherine Wheel.

## Discografie
| Album met eventuele hitnotering(en) in de Nederlandse Album Top 100 | Datum van verschijnen | Datum van binnenkomst | Hoogste positie | Aantal weken | Opmerkingen |
| ------------------------------------------------------------------- | --------------------- | --------------------- | --------------- | ------------ | ----------- |
| Tattooed Millionaire                                                | 1990                  |                       |                 |              |             |
| Balls to Picasso                                                    | 1994                  | 9-7-1994              | 66              | 4            |             |
| Alive in Studio A                                                   | 1995                  |                       |                 |              |             |
| Skunkworks                                                          | 1996                  |                       |                 |              |             |
| Accident of birth                                                   | 1997                  |                       |                 |              |             |
| Chemical wedding                                                    | 1998                  |                       |                 |              |             |
| Scream for me Brazil                                                | 1999                  |                       |                 |              |             |
| The best of                                                         | 2001                  |                       |                 |              |             |
| Tyranny of souls                                                    | 2005                  | 4-6-2005              | 96              | 1            |             |
| The Mandrake Project                                                | 2024                  | 01-03-2024            |                 |              |             |

### Met Iron Maiden
| Jaartal | Titel                        | Soort | Functie                               |
| ------- | ---------------------------- | ----- | ------------------------------------- |
| 1982    | The Number of the Beast      | Album | Zang                                  |
| 1983    | Piece of Mind                | Album | Zang, ontwerp van de hoes             |
| 1984    | Powerslave                   | Album | Zang                                  |
| 1986    | Somewhere in Time            | Album | Zang                                  |
| 1988    | Seventh Son of a Seventh Son | Album | Zang                                  |
| 1990    | No Prayer for the Dying      | Album | Zang                                  |
| 1992    | Fear of the Dark             | Album | Zang                                  |
| 2000    | Brave New World              | Album | Zang                                  |
| 2003    | Dance of Death               | Album | Zang                                  |
| 2006    | A Matter of Life and Death   | Album | Zang                                  |
| 2010    | The Final Frontier           | Album | Zang                                  |
| 2015    | The Book of Souls            | Album | Zang, piano op 'Empire of the Clouds' |
| 2021    | Senjutsu                     | Album | Zang                                  |

### Gastoptredens
| Jaartal | Album                                                  | Band          | Functie                                                                                     |
| ------- | ------------------------------------------------------ | ------------- | ------------------------------------------------------------------------------------------- |
| 2000    | The Universal Migrator Part II: Flight of the Migrator | Ayreon        | Zang op 'Into the Black Hole (The Eye of the Universe - Halo of Darkness - The Final Door)' |
| 2003    | Los Angeles, California 5/18/98                        | Dream Theater | Zang cd 2, nummers 7, 8, 9 en 10                                                            |
| 1994    | Sabbath Bloody Sabbath (single)                        | Godspeed      | Zang                                                                                        |
| 1999    | A tribute to Alice Cooper                              | Humanary Stew | Zang op het nummer "The Black Widow"                                                        |
| 2000    | Resurrection                                           | Halford       | Tweede zang op 'The One You Love to Hate'                                                   |
| 2001    | Live Insurrection (livealbum)                          | Halford       | Tweede zang op 'The One You Love to Hate'                                                   |
| 1991    | Survivors                                              | Samson        | Zang, op nummers 9-13                                                                       |
| 1980    | Man in the Street (single)                             | Speed         | Zang (als Bruce Bruce)                                                                      |
| 2005    | Brave New World                                        | Tribuzy       | Zang op 'Beast in the Light'                                                                |
| 2007    | Execution Live Reunion (livealbum)                     | Tribuzy       | Zang op 'Beast in the Light'                                                                |
| 2007    | Execution Live Reunion (video)                         | Tribuzy       | Zang op 'Beast in the Light ' & 'Tears of the Dragon'                                       |
| 1984    | Cutting Loose (ep)                                     | Xero          | Zang op 'Lone Wolf'                                                                         |

### Dvd's
| Dvd's met hitnoteringen in de Nederlandse Music Top 30 | Datum van verschijnen | Datum van binnenkomst | Hoogste positie | Aantal weken | Opmerkingen                                                                           |
| ------------------------------------------------------ | --------------------- | --------------------- | --------------- | ------------ | ------------------------------------------------------------------------------------- |
| Anthology                                              | 2006                  | 15-07-2006            | 24              | 1            |                                                                                       |
| Celebrating Jon Lord at the Royal Albert Hall          | 2014                  | 11-10-2014            | 4               | 9            | met Deep Purple, Glenn Hughes, Paul Weller, Rick Wakeman, Orion Orchestra & Paul Mann |

Van het album Tattooed Millionaire kwam een zeer gelimiteerde oplage uit voorzien van een paarskleurige geldbuidel met daarop de handtekening van Dickinson in goudkleurige letters. De titelsong werd ook een single en kwam ook op 7" (vinyl) uit en ook als picturedisc. Dickinson trad op 7 juli 1990 op in Paradiso (Amsterdam), naar aanleiding van dit eerste soloalbum en speelde het hele album, een nummer van Samson als opener (Riding with the Angels) en wat Engelse volksliedjes.

### Video single
- Mr. Bean and Comic Relief (I want to be) Elected, met Dickinson en de band Smear Campaign. Videoclip (Elected) en twee komische scènes op VHS-video, totaal 12 minuten, voor het goede doel. Uitgegeven in 1992. Comic Relief. Het nummer (I want to be) Elected is een cover van Alice Cooper.